# Hlavně nezávazně
Hlavně nezávazně, anglicky No Strings Attached, je americký romantický film z roku 2011.
Jde o romantickou komedii vyprávějící příběh dvou mladých lidí. Emma (Natalie Portman) je lékařka, která má hodně práce a nemá moc času na vztahy. Adam (Aston Kutcher) je průměrný, velmi pohledný a žádaný mladík a má slavného a bohatého otce, kterého občas nemůže vystát i přesto, že ho má rád.
Vztah Emmy a Adama se vyvíjí nejprve jen nezávazným sexem, ke kterému si dají pravidla, že k sobě nikdy nebudou cítit nic víc. Adam se ale do Emmy zamiluje a to ona nemůže vystát….

## Obsazení
| Natalie Portman  | Emma K. Kurtzman |
| Ashton Kutcher   | Adam Franklin    |
| Stefanie Scott   | Mladá Emma       |
| Dylan Hayes      | Mladý Adam       |
| Kevin Kline      | Alvin Franklin   |
| Cary Elwes       | Dr. Metzner      |
| Greta Gerwig     | Dr. Patrice      |
| Lake Bell        | Lucy             |
| Olivia Thirlby   | Katie Kurtzman   |
| Ludacris         | Wallace          |
| Jake Johnson     | Eli              |
| Mindy Kaling     | Dr. Shira        |
| Talia Balsam     | Sandra Kurtzman  |
| Ophelia Lovibond | Vanessa          |
| Guy Branum       | Dr. Guy          |
| Adhir Kalyan     | Kevin            |
| Nasim Pedrad     | Scenáristka      |
| Matthew Moy      | Chuck            |